# PC-Kaufmann
Bei PC-Kaufmann des Unternehmens Sage Software GmbH handelt es sich um eine Enterprise-Resource-Planning-Software (ERP-Software) für kleine Unternehmen.
Sie wurde ursprünglich von dem Unternehmen KHK in Frankfurt entwickelt und erstmals 1989 in einer DOS-Version veröffentlicht.
Nach der Übernahme von KHK durch die englische Sage-Gruppe wurde die Software in deren Produktpalette eingegliedert.
Die Software wurde in Versionen mit unterschiedlichem Programmumfang entwickelt, die sich an den verschiedenen Bedürfnissen der Unternehmensgrößen orientieren. Aktuell ist die Version PC-Kaufmann 2015 und zugleich die letzte Version. PC-Kaufmann wurde im Zuge einer Bereinigung des Produktportfolios von Sage 2014 eingestellt und als Nachfolgesoftware dient GS-Auftrag. GS-Auftrag stammt von dem 2002 durch Sage übernommenen Unternehmen Gandke & Schubert.

## Historie
- 1989: Die erste Programmversion wird unter dem Betriebssystem DOS eingesetzt.
- 1993: Einführung des PC-Kaufmann für Windows (16bit) (Version 1.x)
- 1996: Einführung des PC-Kaufmann 32 Bit (Version 2.x)
- 2000: Erste Version mit integriertem Webshop
- 2004: Erste Version mit eBay-Schnittstelle (Afterbuy)
- 2006: Erste Version mit direkter eBay Anbindung
- 2009: Erste Version mit Berechnung des Liefer-Gewichtes
- 2010: Neuer Web-Shop für den PC-Kaufmann verfügbar
- 2014: PC-Kaufmann wird eingestellt und in GS-Auftrag übergeleitet
- 2015: PC-Kaufmann wird fortgeführt (mit Windows 10 Support)[1]

## Softwareversionen
Die Software wird in verschiedenen Versionen entwickelt und veröffentlicht, die sich durch ihren Funktionsumfang und Preis unterscheiden. Folgenden Versionen sind verfügbar: 
- PC-Kaufmann Komplettpaket Pro
- PC-Kaufmann Komplettpaket
- PC-Kaufmann Startpaket
- PC-Kaufmann Fibu Pro

## Funktionsumfang
Die Software bietet im Paket mit dem größten Funktionsumfang - dem PC-Kaufmann Komplettpaket Pro - folgende Programmfunktionen:
- Auftragsbearbeitung
- Bestellwesen
- Finanzbuchhaltung
- Kassenbuch
- Zahlungsverkehr
- Chefübersicht (zur Kennzahlenanalyse)
- ReportDesigner
- eBay Schnittstelle / "eBay-Kaufmann"[2]

## Besonderheiten
Die Software weist drei Besonderheiten auf:
- Zum einen stellt die Software ein Komplettsystem mit allen Funktionen zur kaufmännischen Unternehmensführung dar. Auftragsbearbeitung, Finanzbuchhaltung und Kennzahlenanalyse sind in einem Programm vereint und bedienen sich aus einer gemeinsamen Datenbank.

- Zum anderen beinhaltet die Software (neben der klassischen Buchungserfassung) eine Buchungserfassung nach Geschäftsvorfällen. Die Buchungen werden hierbei nicht klassisch Soll-an-Haben erfasst, sondern nach definierten Geschäftsvorfällen (z. B. Rechnungseingang, Wareneingang, allgemeine Buchung mit Sollsplitt, …).

- Die Software ist mandantenfähig. Ein Nutzer wie z. B. Steuerbüro kann die Buchhaltung für mehrere völlig verschiedene Firmen in einer Installation durchführen.

## Besondere Auszeichnungen
- Beste Warenwirtschaft für eBay[3]
- Weitere Auszeichnungen und Pressestimmen[4]